# Offlum

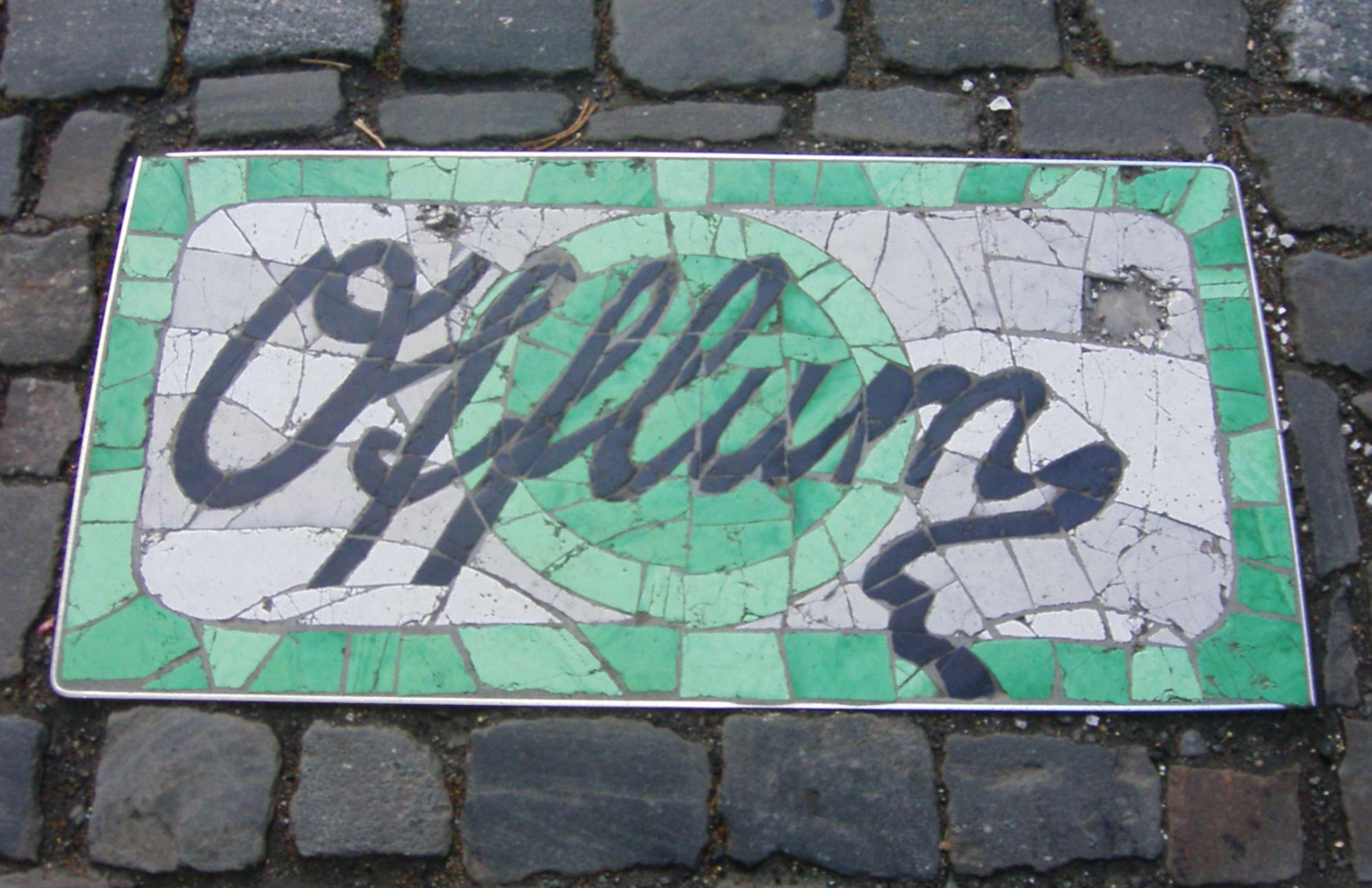
Mosaik auf der Hauptstraße in Neuenkirchen

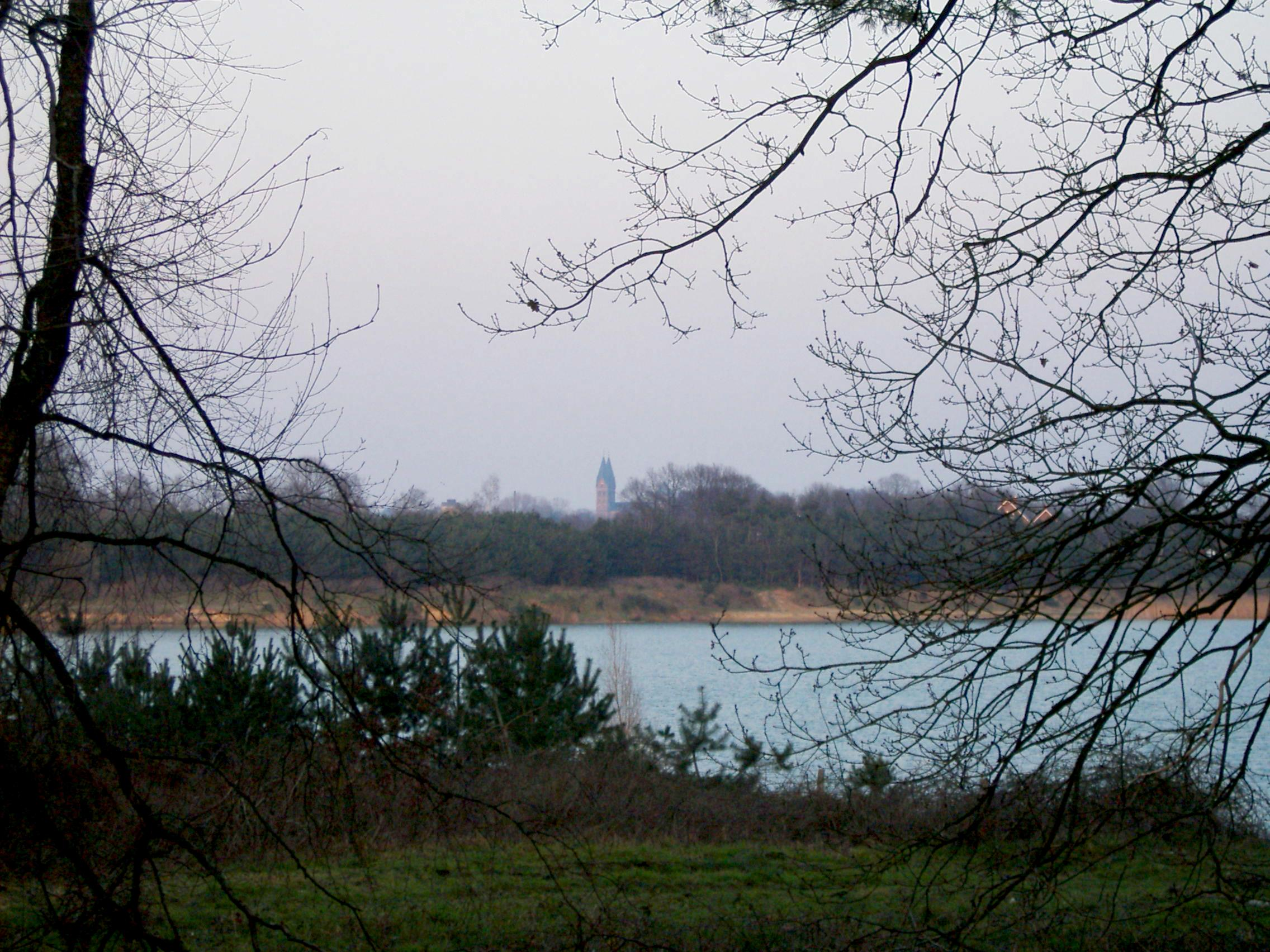
Blick vom Münsterländer Kiessandzug über den Offlumer See auf die St.-Anna-Kirche in Neuenkirchen

Offlum ist eine Bauerschaft der Gemeinde Neuenkirchen im Kreis Steinfurt in Nordrhein-Westfalen.

## Lage
Die Bauerschaft Offlum liegt westlich des Ortskerns von Neuenkirchen, ist aber geografisch nicht exakt definiert. Ursprünglich reichte sie bis in die Südspitze von Neuenkirchen und umfasste auch die heutige Dorfbauerschaft und Clemenshafen. Heute grenzt Offlum im Süden an St. Arnold und die Dorfbauerschaft, im Westen an die Wettringer Ortsteile Maxhafen und Haddorf und im Norden an die Neuenkirchener Bauerschaft Landersum. Der Münsterländer Kiessandzug verläuft durch Offlum. Der westliche Teil des Thieberg gehört ebenfalls zu dieser Bauerschaft.
Durch Offlum fließen der Düsterbach und der Offlumer Rhin. Der Düsterbach fließt nach Nordwesten und bildet in seinem Unterlauf die Grenze zu Wettringen. Zwischen Maxhafen und Offlum mündet er in die Steinfurter Aa. Der Offlumer Rhin entspringt am Südhang des Thieberges und durchfließt die Bauerschaft zwischen Kiessandzug und Thieberg in westlicher Richtung. Zwischen Haddorf und Bilk mündet er ebenfalls in die Steinfurter Aa.

## Geschichte
Viele Urnenfunde aus der Bronzezeit weisen auf eine frühe Besiedlung des Raumes hin. Die Gründung der Bauerschaft erfolgte wahrscheinlich im 9. Jahrhundert unter Karl dem Großen. Hierauf deutet die Namensendung „heim“ = „hem“ = „um“ hin. Die älteste bekannte schriftliche Erwähnung stammt aus dem 11. Jahrhundert, hier wird die Bauerschaft „Uffenhem“ genannt. In der Gründungsurkunde der Gemeinde Neuenkirchen vom 7. Januar 1247 ist sie dann als „Offenhem“ bezeichnet. Im Laufe der Zeit wandelte sich der Name in „Offlum“. Bis zum Beginn des 20. Jahrhunderts gab es auch einen Hof der den Namen „Schulte Offlum“ trug.

## Wirtschaft

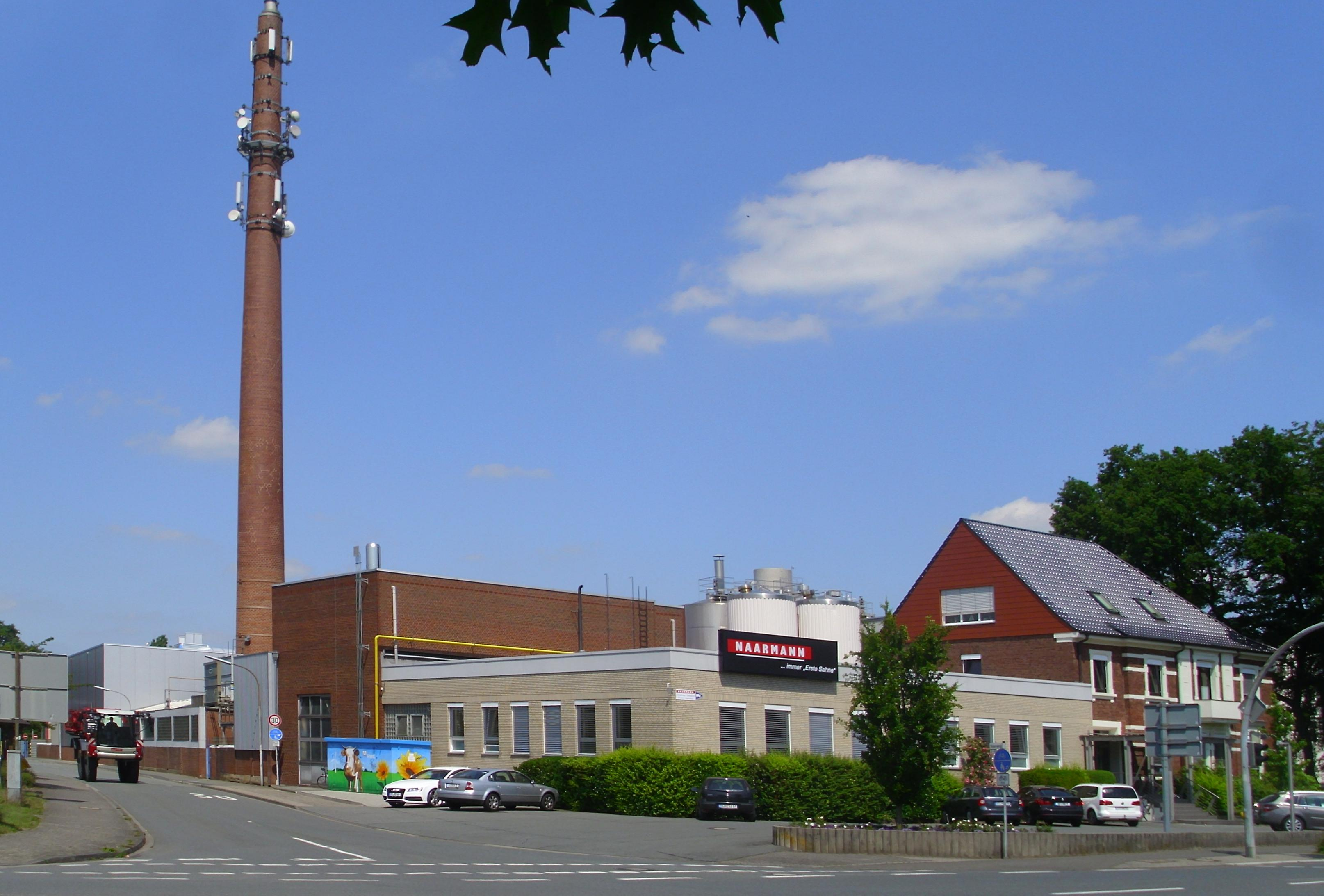
Molkerei Naarmann

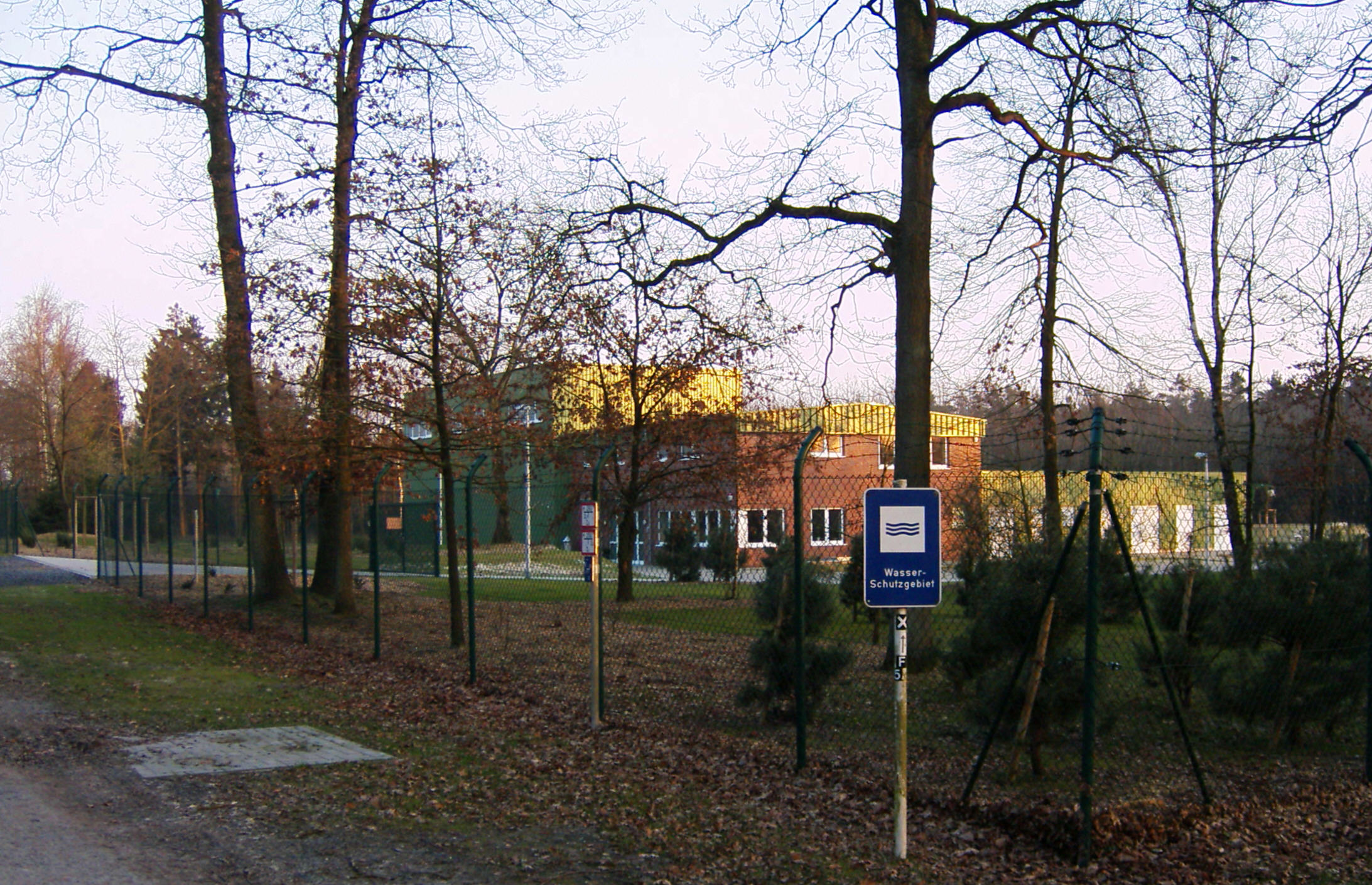
Wasserwerk der Stadtwerke Ochtrup

Die Flächen werden überwiegend land- und forstwirtschaftlich genutzt. Viele Ackerflächen liegen vor und auf dem Thieberg, große Kiefernwälder befinden sich am Offlumer See (ehemaliger Baggersee). Hier am Kiessandzug bestimmte Sand- und Kiesabbau jahrzehntelang das Bild. Der Offlumer See und flachentsandete Flächen im Nordwesten zeugen davon. Heute ist der See und das Umfeld durch die Regionale 2004 für den sanften Tourismus erschlossen. In Offlum befindet sich ein Wasserwerk, das die Stadt Ochtrup seit 1903 mit Trinkwasser versorgt. Die Privatmolkerei Naarmann an der Wettringer Straße ist der größte Arbeitgeber. Am Unterlauf des Düsterbach liegt die moderne Kläranlage der Gemeinde Neuenkirchen. Hier werden auch die Abwässer aus Wettringen gereinigt. Der Ortskern von Neuenkirchen hat sich in den letzten Jahrzehnten nach Offlum ausgedehnt und heute reicht die geschlossene Wohnbebauung schon bis an den Offlumer See.

## Sport und Freizeit

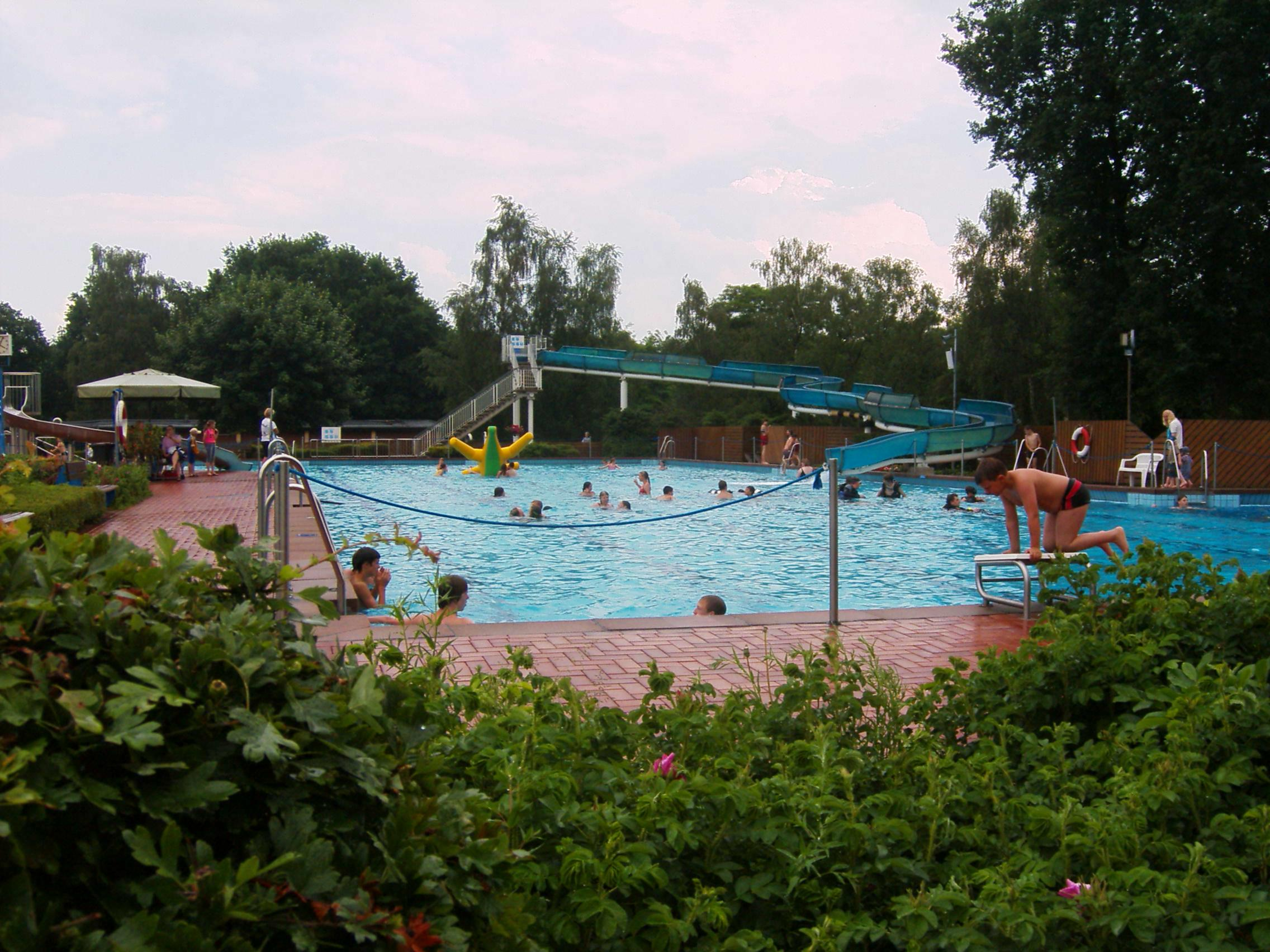
Schwimmbecken im Naturfreibad

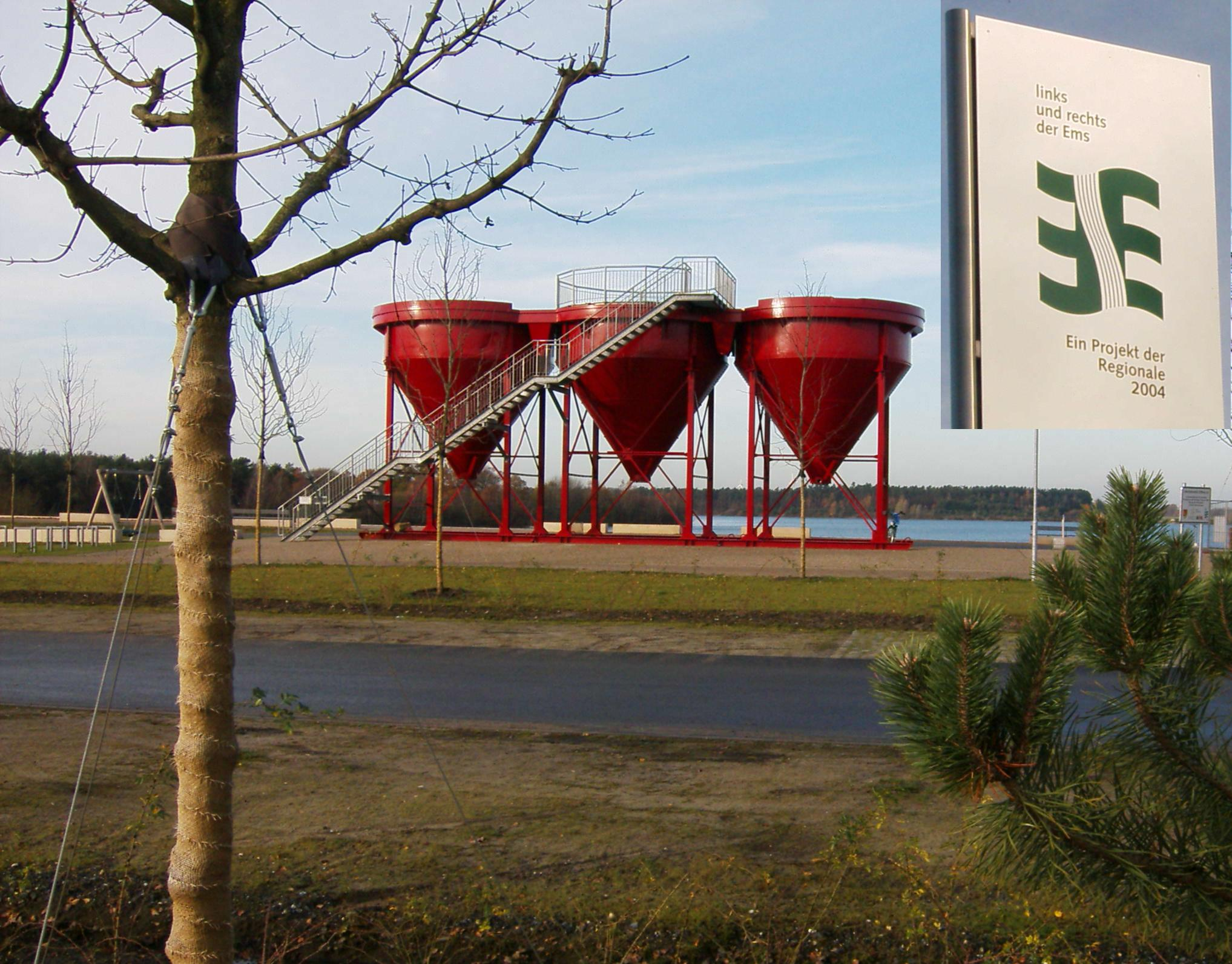
Regionale 2004, Trichtertürme als Aussichtsplattform am Offlumer See

Am Haarweg in Offlum befinden sich die größten Sportstätten von Neuenkirchen, Fußballplätze, Reithallen und Tennisplätze. Der größte Neuenkirchener Sportverein, der SuS 09, nutzt hier das Waldstadion für Fußballspiele. An der Wettringer Straße liegt das moderne Naturfreibad mit zugehörigem Badesee. Ein Radweg auf der ehemaligen Bahnstrecke Ochtrup–Rheine durchquert die Bauerschaft und ermöglicht erholsame Radtouren. Seecafé, Campingplatz, Wanderwege, Strandpromenade und Badestelle befinden sich am Offlumer See.

## Vereine
Der „Schützenverein Offlum e. V.“ ist ein großer traditionsreicher Verein, mit dem sich die Offlumer identifizieren. Dieser Verein unterhält das Offlumer Ehrenmal und besitzt einen eigenen Schützenplatz. Jährlich wird ein mehrtägiges Schützenfest durchgeführt. Ein großer eigener Spielmannszug begleitet die Veranstaltungen. Zu Karneval organisiert der Verein Sitzungen und beteiligt sich an Straßenumzügen. Aus dem vereinseigenen Tanzkorps ging der Verein „Rote Husaren Neuenkirchen e. V.“ hervor, der bereits mehrfach Deutsche Meistertitel im Gardetanz gewann.